# Hysteria (chanson de Muse)
Pour les articles homonymes, voir Hysteria.
Singles de Muse
Time Is Running Out
(2003) Sing for Absolution
(2004)
Pistes de Absolution
Interlude
(7) Blackout
(9)
Hysteria est une chanson du groupe de rock alternatif Muse, troisième single de l’album Absolution. Elle est caractérisée par une ligne de basse particulièrement originale et couplée à une pédale de fuzz : la Wooly Mammoth Zvex. Couramment reprise en live, c’est l’un des titres les plus populaires du groupe.
La chanson a été classée 29e meilleure chanson britannique de tous les temps par XFM en 2010.

## Structure musicale

### Composition
Le morceau est en tonalité de la mineur sur une cadence en 
 (4 noires par mesure). Les enchaînements d'accords sont « Lam - Mi - Rém - Lam » pour les 2 couplets et « Do - Sol - Rém - Lam » pour le refrain (joué après chaque couplet et après le solo). Le son est marqué par la verbosité de la basse (16 doubles-croches jouées par mesure), qui ressort particulièrement en introduction et en après refrain.

### Évolution
L'origine du morceau remonte bien avant l'enregistrement de l'album, alors que la ligne de basse fait son apparition début 2002, lors du Origin of Symmetry Tour. Ledit riff occupait cependant une place centrale à cette époque, Matthew se contentant d'accompagner Chris (basse), la guitare se démarquant plus tard. Encore aujourd'hui cependant, l'intro voit parfois basse et guitare jouer à l'unisson, Matthew délaissant l'effet habituel qu'il réalise à l'aide du médiator plaqué contre les cordes.

## Utilisation dans les médias
Hysteria a été utilisé pour la publicité du parfum Insolence de Guerlain, commercialisé en 2006. C'est également la musique de la bande-annonce de la série télévisée Inspecteur Lewis.

## Formats et pistes
| 1. | Hysteria         | 3 min 47 s |
| 2. | Eternally Missed | 6 min 06 s |

La couverture du vinyle 7" fut l'objet d'un concours, que remporta un certain Adam Fulkus.
| 1. | Hysteria                | 3 min 47 s |
| 2. | Eternally Missed        | 6 min 06 s |
| 3. | Hysteria (version live) |            |

## Classements hebdomadaires
| Classement (2003-2004)         | Meilleure position |
| ------------------------------ | ------------------ |
| Écosse (OCC)                   | 16                 |
| Espagne (PROMUSICAE)           | 20                 |
| États-Unis (Alternative Songs) | 9                  |
| France (SNEP)                  | 77                 |
| Italie (FIMI)                  | 31                 |
| Pays-Bas (Single Top 100)      | 92                 |
| Royaume-Uni (UK Singles Chart) | 17                 |
| Royaume-Uni (UK Rock Chart)    | 1                  |

## Certifications
| Pays              | Certification | Unités certifiées |
| ----------------- | ------------- | ----------------- |
| Royaume-Uni (BPI) | Argent        | 200 000           |